# Корнилова, Вера Ивановна
Вера Ивановна Корнилова (по мужу Грибоедова; 1848, Санкт-Петербург — февраль 1873, там же) — русская революционерка, народница, член организации «чайковцев».

## Биография
Родилась в многодетной семье совладельца фабрики фарфора братьев Корниловых, потомственного почётного гражданина Ивана Саввиновича Корнилова (1811—1878) и Татьяны Васильевны (в девичестве Самсоновой, ум. 15 мая 1853). В семье воспитывалось семеро детей: сын — Александр, дочери — Мария, Анна, Вера, Надежда, Любовь и Александра.
По окончании Санкт-Петербургского Елизаветинского института в 1866 году с большой серебряной медалью, поступила на педагогические курсы при Мариинской женской гимназии. На курсах познакомилась и подружилась с Ольгой Шлейснер (в замужестве Натансон).
В 1869 году поступила на Аларчинские женские курсы при 5-й гимназии. Участвовала в кружке М. А. Натансона-Н. В. Чайковского. С 1871 года этот кружок стал называться кружок «чайковцев». В августе 1871 года — член кружка «чайковцев».
Осенью 1871 года не желая вести буржуазный образ жизни в доме отца, фиктивно вышла замуж за Николая Алексеевича Грибоедова — члена основного кружка «чайковцев», кассира кружка. Поселилась она вместе с подругами по Педагогическим курсам на квартире.
Умерла от туберкулёза в феврале 1873 года в Санкт-Петербурге.

## Брат и сёстры
- Александр — родился в Санкт-Петербурге, окончил Петришуле, учился на естественном факультете Санкт-Петербургского университета, увлекался нигилистическими и материалистическими идеями, умер от брюшного тифа в 1868 году.
- Мария — родилась в 1843 году в Санкт-Петербурге, окончила Санкт-Петербургский Елизаветинский институт в 1861 году[1].
- Анна — родилась в середине 1840-х гг. в Санкт-Петербурге, направлена на учёбу в Санкт-Петербургский Елизаветинский институт в 1855 г.[2]
- Надежда (около 1850 Санкт-Петербург — 1875) — окончила Санкт-Петербургский Елизаветинский институт в 1868 г.(награждена книгой)[1], затем училась на педагогических курсах. В 1874 году вышла замуж за Николая Фёдоровича Жохова[3].
- Любовь
- Александра

## Муж
- Николай Алексеевич Грибоедов